# إي. ك. هنت
إي. ك. هنت (بالإنجليزية: E. K. Hunt)‏ هو اقتصادي أمريكي، ولد في 13 نوفمبر 1937.